# Okenia mediterranea
Okenia mediterranea é uma espécie de molusco pertencente à família Goniodorididae.
A autoridade científica da espécie é Von Ihering, tendo sido descrita no ano de 1886.
Trata-se de uma espécie presente no território português, incluindo a zona económica exclusiva.